# Durnia

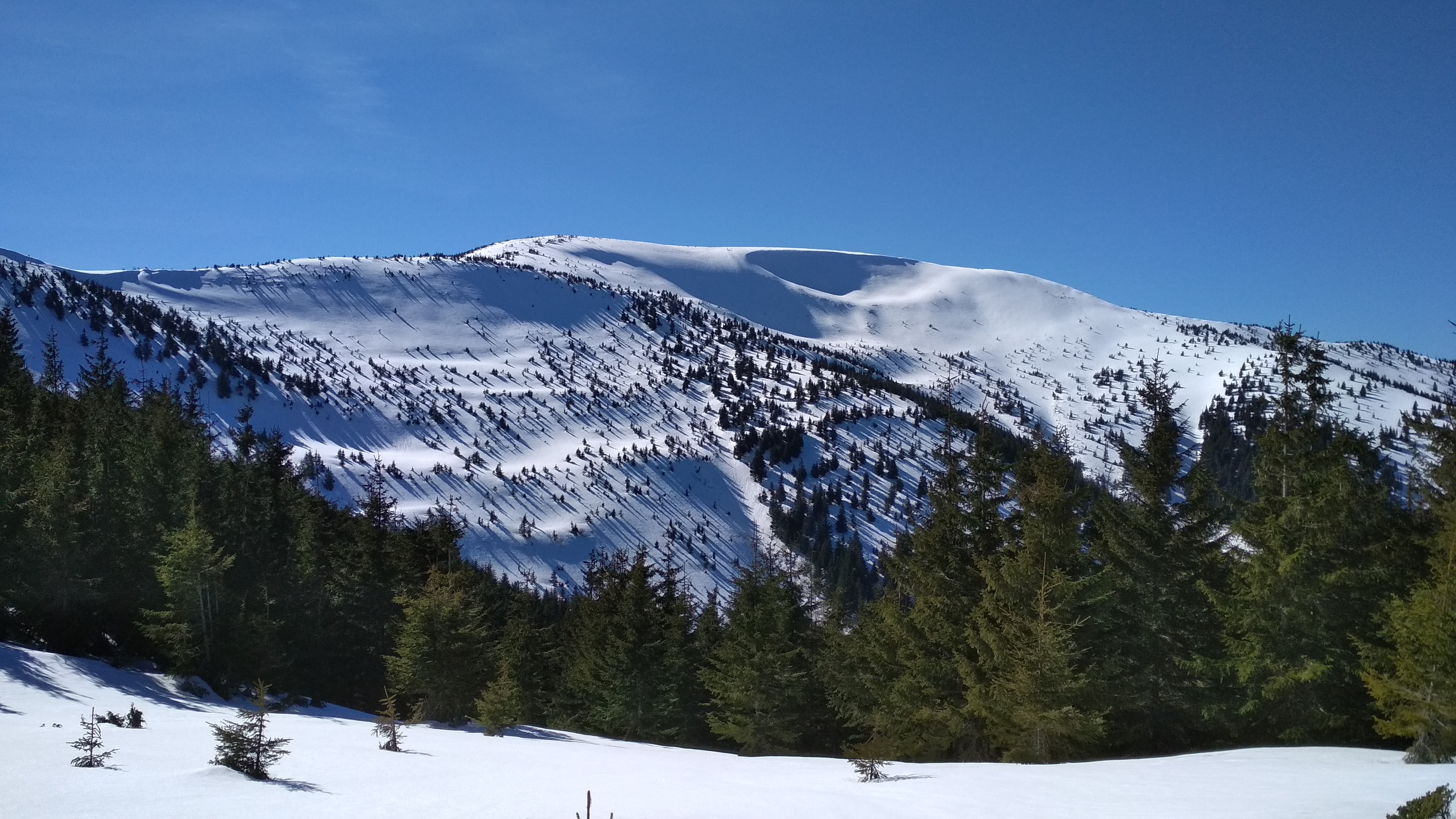
Widok na Durnię wiosną

Durnia (ukr. Дурня) – szczyt na Ukrainie, położony w Gorganach, 11km na południowy wschód od Rafajłowej.
Przed II wojną światową przebiegała w tym miejscu południowa granica Polski, na szczycie znajdował się kiedyś znak graniczny nr 49.

## Topografia
Szczyt znajduje się w południowej części Gorganów, w masywie Połoniny Czarnej, około 19 km na południe od Sywuli i 11km na północ od pasma Świdowiec. W bezpośrednim sąsiedztwie góry znajduje się Gropa (1758 m n.p.m.) na południowym wschodzie, za nią Bratkowska Duża (1788 m n.p.m.), na północy grzbiet się obniża i ciągnie przez Pantyr (1213 m n.p.m.) do przełęczy Rogodze Małe (1130 m n.p.m.) i przełęczy Legionów (1110 m n.p.m.). Durnia znajduje się w grzbiecie wododziałowym, odchodzą od niej na zachód dwa grzbiety o mniej wybitnych wzniesieniach. U wschodu zboczy swoje źródło ma potok Prawy (dopływ Gropieńca), z zachodniej strony wypływają Tarnyczyn i Jamyn, będące dorzeczami potoku Turbat.

## Przyroda
Od zachodniej strony szczyt pokryty jest kosodrzewiną, natomiast od wschodniej połoniną, poniżej 1600 m n.p.m. występują lasy świerkowe. U podnóża góry, ze wschodniej strony znajduje się niewielkie jezioro i źródełko. Wiosną, w okolicy rosną tutaj krokusy.

## Turystyka
Na szczyt nie prowadzi żaden znakowany szlak turystyczny. Można się na niego dostać z sąsiedniej Gropy, prowadzi tam  czarny szlak turystyczny z Rafajłowej, później ścieżką, a następnie przedzierając się przez kosówkę na Durnię.
Ze szczytu rozciąga się widok na Gorgany i Świdowiec, przy dobrych warunkach można też zobaczyć Trościan w Beskidach Skolskich, ze szczytu niewidoczna jest Czarnohora przysłonięta przez Bratkowską.